# István Lévai (zapaśnik)
István Lévai (ur. 21 grudnia 1990 roku) – słowacki zapaśnik walczący w stylu klasycznym.
Zajął czternaste miejsce na mistrzostwach świata w 2015. Zdobył trzy medale na mistrzostwach Europy w latach 2012 i 2014. Brązowy medalista igrzysk europejskich w 2015 roku.